# 烏雷凱什蒂鄉 (巴克烏縣)
46°07′44″N 27°04′29″E / 46.1288°N 27.0748°E
烏雷凱什蒂鄉（羅馬尼亞語：Comuna Urechești, Bacău），是羅馬尼亞的鄉份，位於該國東北部，由巴克烏縣負責管轄，面積61平方公里，海拔高度121米，2007年人口3,931，人口密度每平方公里64人。